# Сукьянкино
Сукьянкино — деревня в Великолукском районе Псковской области России. Входит в состав сельского поселения «Пореченская волость».
Расположена в 33 км к югу от райцентра Великие Луки, в 6 км к северо-востоку от волостного центра Поречье и в 1 км к северо-востоку от деревни Екатерингоф.

## Население
Постоянное населениепо состоянию на 2000 год в деревне отсутствовало.